# Prisojnik
Il Prisojnik (in italiano anche monte Prisani, desueto) con  2.547 m s.l.m. è una montagna delle Alpi Giulie in Slovenia. Tra il 1920 e il 1943 lungo la sua cresta passava il confine tra Regno d'Italia e Jugoslavia.